# Mechanitis bipuncta
Mechanitis bipuncta är en fjärilsart som beskrevs av Forbes 1948. Mechanitis bipuncta ingår i släktet Mechanitis och familjen praktfjärilar. Inga underarter finns listade i Catalogue of Life.